# Repettidiscontinuïteit
De Repettidiscontinuïteit (soms ook 920-km-discontinuïteit genoemd) is een seismische discontinuïteit in het onderste gedeelte van de aardmantel, gemiddeld op 920 km diepte in de Aarde. Op de discontinuïteit nemen seismische snelheden sprongsgewijs toe met de diepte. De discontinuïteit is genoemd naar William C. Repetti, een Amerikaans geofysicus die de discontinuïteit in 1930 seismologisch onderzocht.
De discontinuïteit wordt niet in alle seismologische data teruggevonden zodat haar bestaan nog enigszins ter discussie staat. Als de discontinuïteit bestaat is ze geen scherpe grenslaag in de Aarde, maar meer een geleidelijke overgang. Seismologisch onderzoek van kortperiodische gegevens laat zien dat het overgangsdomein ongeveer 10 km dik is. De discontinuïteit wordt meestal teruggevonden bij studies naar subductiezones, als een discontinuïteit op sterk variërende diepte (van 900 tot 1080 km). Recentelijk is de discontinuïteit ook buiten subductiezones teruggevonden. Men vermoedt daarom dat de discontinuïteit globaal kan zijn.
De oorzaak van de discontinuïteit is onduidelijk; er zijn slechts speculaties. Twee theorieën zijn:
1. het betreft een granatietlaag (granatiet is gesteente dat grotendeels uit het mineraal granaat bestaat); deze granatietlaag zou ontstaan door omzettingen in gesubduceerde stukken oceanische korst, die op deze diepte blijven “hangen”;
2. de discontinuïteit wordt veroorzaakt door een verandering van de verhouding tussen de mineralen kwarts (SiO2) en magnesiowüstiet (MgO) in de mantel; hierdoor zou een verandering in dichtheid optreden. De verrijking in kwarts wordt verklaard door dehydratie van gesubduceerde oceanische korst, waarbij vluchtige bestanddelen uit het gesteente verdwijnen en naar boven stromen, terwijl kwarts overblijft.